# Ojós
Ojós es un municipio español de la Región de Murcia, situado en la histórica comarca del Valle de Ricote y perteneciente al partido judicial de Cieza. Cuenta con una población de 532 habitantes (INE 2024).

## Toponimia
Su nombre procede del vocablo árabe Oxox.

## Geografía
La población de Ojós vigila la vida del Valle de Ricote tras el denominado Estrecho del Solvente, en uno de los puntos más encajonados del valle, marcado por el río Segura y las antiquísimas huertas situadas en sus márgenes.

### Localidades limítrofes
| Noroeste: Ricote         | Norte: Blanca       | Nordeste: Ulea                     |
| Oeste: Ricote            |                     | Este: Ulea                         |
| Suroeste: Campos del Río | Sur: Campos del Río | Sureste: Villanueva del Río Segura |

## Historia
Los primeros pobladores de la zona fueron los romanos, que establecieron un poblado en el risco del Salto de la Novia. 
Se piensa que Ojós pudo ser una de las siete localidades alrededor de Orihuela que firmaron el Pacto de Teodomiro con los musulmanes, estableciendo la cora de Tudmir. Bajo la dominación musulmana se llamó Oxox. Junto al resto del valle fue testigo de la sublevación de Ibn Hud en 1228 contra los almohades, siendo el origen de la tercera Taifa de Murcia.
Tras la entrada en la órbita castellana de la Taifa de Murcia a partir de 1243, los conflictos sucesorios entre Alfonso X y Sáncho IV llevaron a este último a prometer el valle de Ricote a la Orden de Santiago de cara a conseguir su apoyo, dando comienzo la encomienda santiaguista en 1285. Hasta esa fecha, el valle había estado concedido en señorío a Enrique Pérez de Arana.
La población mudéjar de Ojós se convirtió al cristianismo en 1501. A partir de este momento nacería en el pueblo la idea de separarse de Ricote y convertirse en concejo independiente, consiguiéndolo en 1588.
A partir de 1613 fueron expulsados 2500 moriscos del valle de Ricote. La práctica totalidad de Ojós tuvo que abandonar la península ibérica. Golpe demográfico del que la localidad no se recuperará hasta el siglo XVIII.

## Geografía humana

### Demografía
Cuenta con una población de 532 habitantes (INE 2024).
| Gráfica de evolución demográfica de Ojós entre 1842 y 2021                                                            |
| |
| Población de derecho según los censos de población del INE. Población de hecho según los censos de población del INE. |

Ojós sufrió una grave crisis demográfica en la década de los sesenta, con un descenso rayano en el 50% en veinte años. Desde los años ochenta la población se estabilizó en torno a los 600 habitantes.
El municipio, que tiene una superficie de 45,28 km².

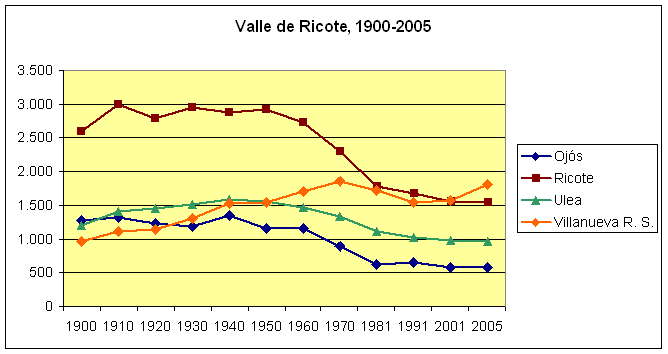
Evolución de la población de Ojós (línea azul) en el contexto de la comarca moderna del Valle de Ricote.

### Población por núcleos
Desglose de población según el Centro Regional de Estadística de Murcia.
| Núcleos          | Habitantes (2019) |
| ---------------- | ----------------- |
| Ojós (Municipio) | 500               |
| El Arco          | 1                 |
| El Barranco      | 18                |
| El Campillo      | 37                |
| La Alquibla      | 50                |
| La Cuna          | 4                 |
| Ojós (pueblo)    | 390               |

### Economía
Principalmente agrícola, se cultivan sobre todo cítricos como la naranja o el limón verna. También hay presencia de actividades ligadas al turismo rural y cultural.

#### Evolución de la deuda viva
El concepto de deuda viva contempla solo las deudas con cajas y bancos relativas a créditos financieros, valores de renta fija y préstamos o créditos transferidos a terceros, excluyéndose, por tanto, la deuda comercial.
| Gráfica de evolución de la deuda viva del ayuntamiento entre 2008 y 2014                             |
| |
| Deuda viva del ayuntamiento en miles de Euros según datos del Ministerio de Hacienda y Ad. Públicas. |

La deuda viva municipal por habitante en 2014 ascendía a 1.157,62 €.

## Administración
| Periodo   | Nombre                          | Partido         |
| --------- | ------------------------------- | --------------- |
| 1979-1983 | Bartolomé Bermejo Araez         | UCD             |
| 1983-1987 | Bartolomé Bermejo Araez         | Independiente   |
| 1987-1991 | Bartolomé Bermejo Araez         | Independiente   |
| 1991-1995 | Bartolomé Bermejo Araez         | Independiente   |
| 1995-1999 | Bartolomé Bermejo Araez         | Independiente   |
| 1999-2003 | Bartolomé Bermejo Araez         | Independiente   |
| 2003-2007 | Bartolomé Bermejo Araez         | Independiente   |
| 2007-2011 | Francisco-Pedro Salinas Palazón | Independiente   |
| 2011-2015 | Pablo Melgarejo                 | Partido Popular |
| 2015-2019 | Pablo Melgarejo                 | Partido Popular |
| 2019-2023 | José Emilio Palazón Marín       | Partido Popular |
| 2023-act. | José Emilio Palazón Marín       | Partido Popular |

## Patrimonio

### Monumentos religiosos

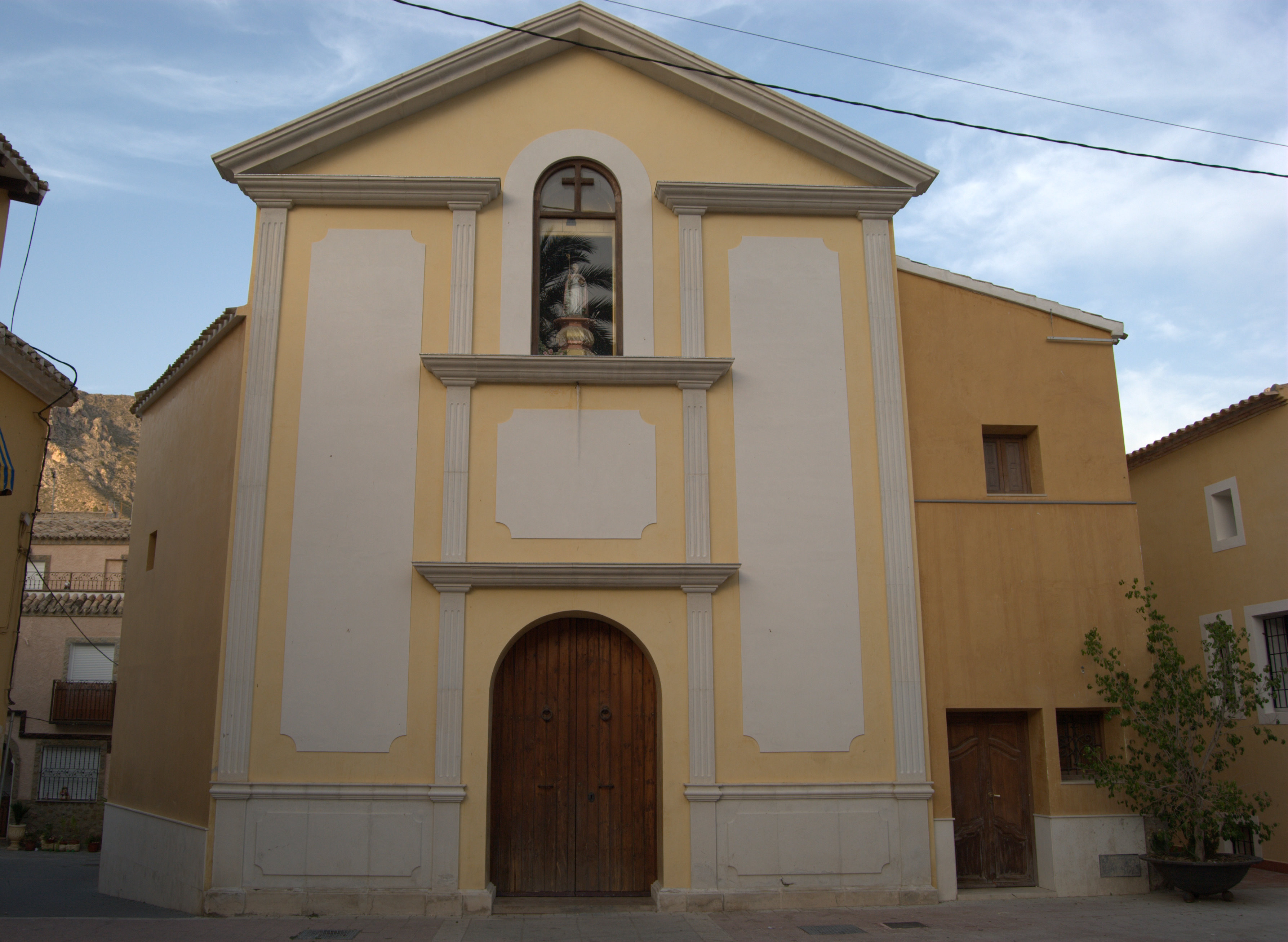
Portada de la Iglesia de San Agustín

- Parroquia de San Agustín. Declarada Bien de Interés Cultural desde el 30 de mayo de 2008. Pequeña iglesia reconstruida en el siglo XVIII. No se conserva nada de la primitiva, edificada a principios del siglo XVI, más que unas tablas decoradas procedentes de las paredes del antiguo órgano. Posee planta rectangular, exenta en sus dos lados, quedando el brazo del crucero de la nave de la epístola y la cabecera junto a las viviendas del casco urbano.[9]

### Monumentos civiles
- Posee diversas casas blasonadas en el casco urbano. De las distintas casas solariegas destacan las que pertenecen a la familia Massa, de la que toma nombre un callejón del pueblo, y la de los Marín y Melgarejo, regidores de la localidad durante el siglo XVII.[10]

- Pila de la Reina Mora. Declarada Bien de Interés Cultural desde el 7 de agosto de 1997.

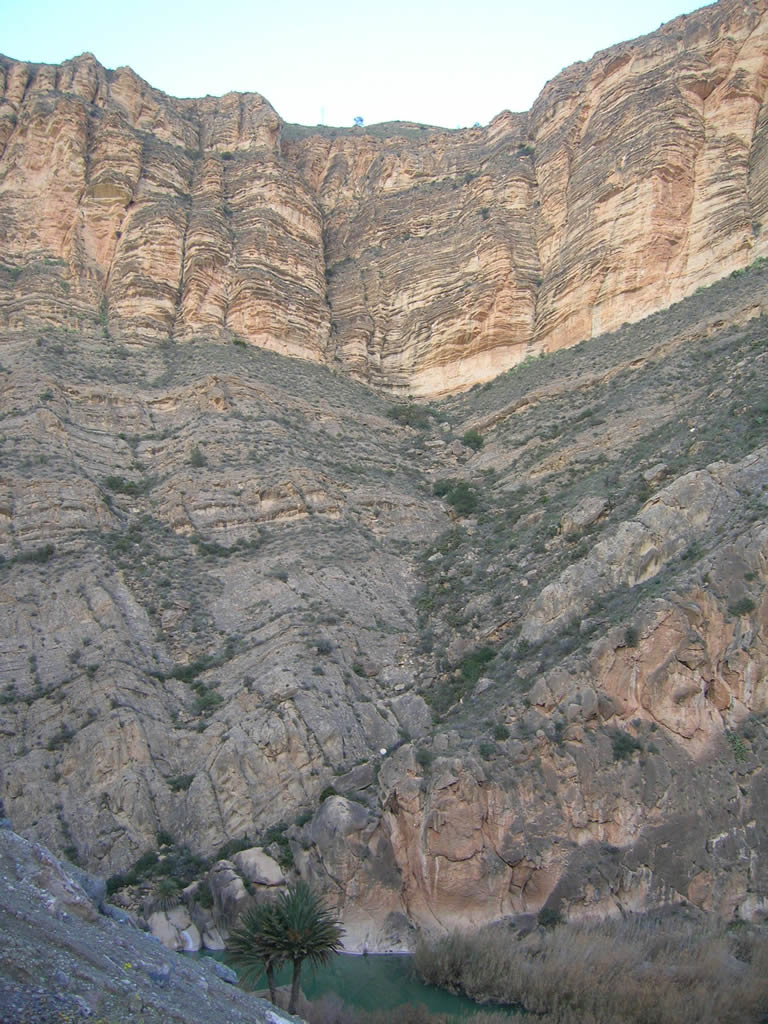
Desfiladero del Solvente, a la salida del Azud de Ojós.

### Museo Vivo del agua
Ojós reúne una gran cantidad de obras hidráulicas y por ello se le considera un Museo Vivo del Agua. Entre las obras e instalaciones hidráulicas, tanto antiguas como actuales, destacan:
- Centrales Hidroeléctricas
  - El Solvente: en el río Segura
  - El Cajal: en la sierra del mismo nombre (de 210 metros).
- Centrales de Impulsión
  - Canal margen derecho del río: en el Azud de Ojós
  - Mancomunidad Canales del Taibilla: en el paraje del Arco
- Embalses
  - Presa del Mayés
- Acequias,  que parten del río Segura:
  - Acequia de Ojós-Villanueva, donde encontramos:
    - la Noria del Solvente
    - la Noria del Olivar
    - lavadero público "La Canal"
    - un molino harinero

  - Acequia de Ojós-Ulea, donde encontramos:
    - la Noria de la Rivera
    - la Noria de la Coya
- Puentes
  - Puente Colgante: es una pasarela de peatones
  - Puente de Cemento: es una estación de Aforos
- Géiser en el río (fuente artificial).
- Otros: túneles de los canales del trasvase, acueductos, sifones, etc.

## Fiestas y tradiciones

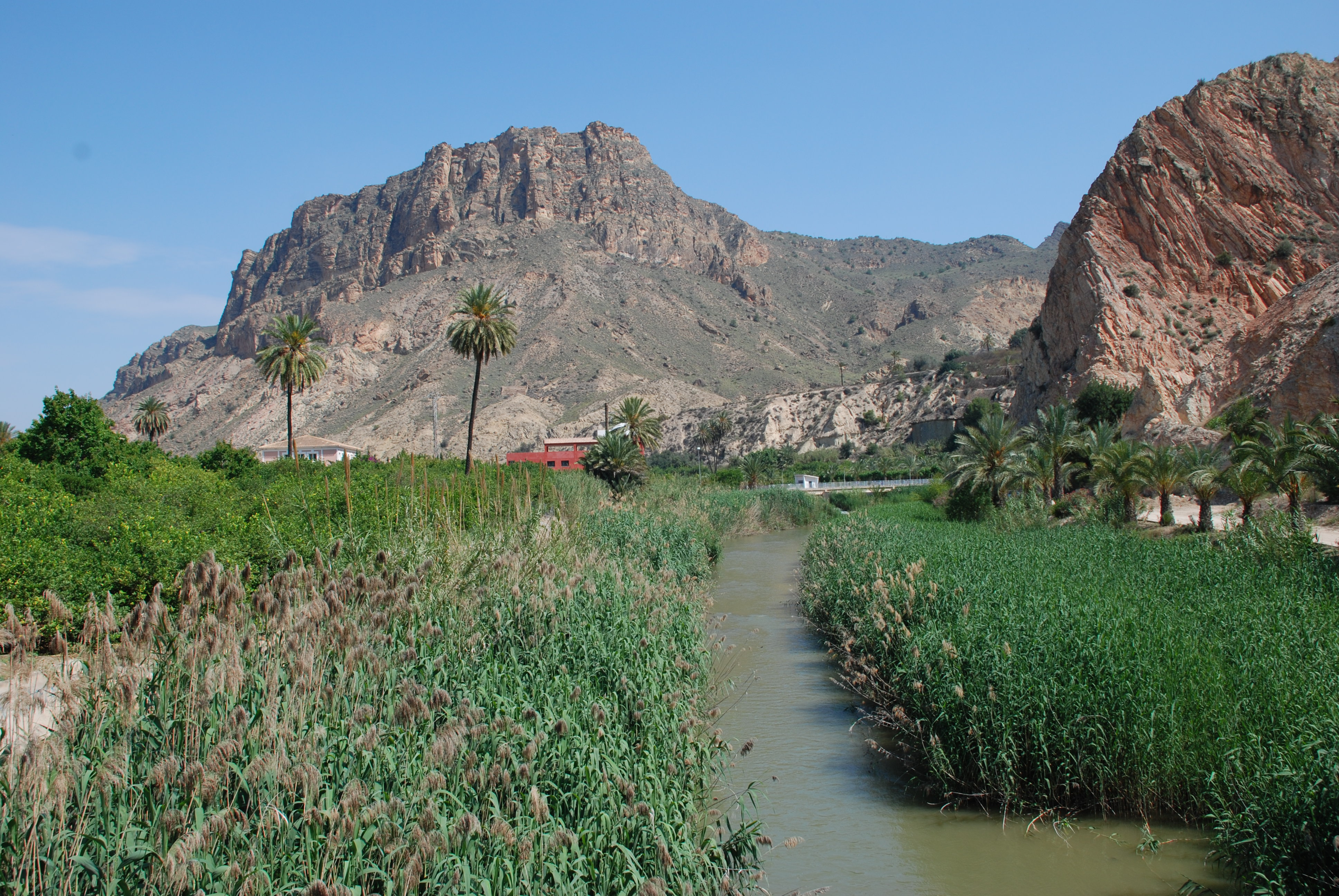
Imagen del río Segura a su paso por la huerta de Ojós.

- Fiestas de San Agustín (del 26 al 29 de agosto): son sus fiestas patronales, que se hacen en honor a San Agustín y a la Virgen de la Cabeza. El día 27 de agosto se celebra Santa Mónica (la madre de San Agustín). El 28 de agosto se caracteriza por utilizar gran cantidad de pólvora tras la procesión por las calles de los dos santos y tras encontrarse estos en el antiguo Puente del Barranco.
- En Semana Santa se subastan los Santos para las procesiones. Esta subasta se celebra de tal manera que lo recaudado sea para la iglesia, no obstante la puja es reñida ya que hay quien durante años, puja por el mismo santo. La Cruz siempre se la llevan los más jóvenes, que son el futuro de la subasta.
- En la madrugada del sábado al domingo de Resurrección tiene lugar la "Enramá": los jóvenes del municipio cortan una rama de olmo (o un olmo entero) para colocarla bajo la ventana de sus amadas.
- Viernes Santo es el único día del año en que se juega a las caras. Consiste en que dos personas, la banca, (tradicionalmente han sido miembros de la misma familia) lanzan al aire sendas monedas, en un corro de participantes que dejan su apuesta a la vista de todos. Según salga cara o cruz gana la banca o ganan los apostantes.
- La Cencerrá era una fiesta fuera del calendario festivo ya desaparecida. Cuando contraían nuevas nupcias viudos-viudas, solteros-viudas y al revés. Consistía en que todo el pueblo iba a la casa en la que supuestamente estaban los nuevos contrayentes después de la boda y al anochecer (el viaje de novios era prohibitivo y todo el pueblo estaba pendiente del nuevo enlace), entonces con todo tipo de instrumentos como utensilios cotidianos (cacerolas, ollas, etc.) unos más atrás y otros más adelante y los más descarados que coreaban todo tipo de rimas referentes a la pareja (con mucha picardía, idea y  musiquilla)y les contestaban todos los demás presentes con estribillo, siempre debajo del balcón en que suponían que estaba durmiendo el nuevo matrimonio.Y se casan

## Gastronomía
Algunos de los platos típicos de Ojós son:
- Bizcochos borrachos
- Las gachas
- Las migas
- Arroz con conejo
- Caracoles
- Dulces en almíbar: peras, melocotones, etc.
- Carne de membrillo
- Mermeladas
- Dulce de "Monte Nevao"
- Rollos de San Blas

## Comunicaciones

### Por carretera
La principal vía de comunicación es la carretera RM-520, que comunica el municipio con Blanca.

### Autobús
Presta servicio la siguiente línea de autobús interurbano:
| Línea     | Recorrido                | Operador |
| --------- | ------------------------ | -------- |
| MUR-092-1 | Valle de Ricote - Murcia | Interbus |